# Klaus Roth (Politikwissenschaftler)
Klaus Roth (* 1953 in Gemmrigheim) ist ein deutscher Politikwissenschaftler mit dem Schwerpunkt Politische Theorie und Ideengeschichte.

## Leben
Roth  studierte an der Freien Universität Berlin bis 1981 Soziologie, Philosophie, Politikwissenschaft und Psychologie. Roth forscht und lehrt als Professor am Otto-Suhr-Institut (OSI) auf dem Gebiet der Politischen Theorie und Ideengeschichte. Er gilt als Spezialist für die Genese des Staates.
Seine Promotion widmete Roth 1987 Hegels Staatstheorie. 2002 habilitierte sich Roth am OSI zum Thema „Genealogie des Staates. Prämissen des neuzeitlichen Politikdenkens“. Die Lektüre dieser Habilitationsschrift, die auf 920 Seiten die Entstehungsgeschichte des Staates vom frühen Judentum über Antike und Mittelalter bis in die Neuzeit nachzeichnet, wurde von Herfried Münkler in der FAZ als ein „[wahrer] Streif- und Beutezug durch die abendländische Geistesgeschichte“ beschrieben.
Klaus Roth hatte seit 2006 eine Gastprofessur für Politische Ideengeschichte am OSI inne, die seit der Emeritierung von Gerhard Göhler nicht mehr besetzt worden war. Für das Sommersemester 2009 wurde die Gastprofessur jedoch nicht mehr verlängert. Eine studentische Initiative forderte, dass Roth wieder eine Professur angeboten wurde – mit Erfolg. Ab dem Sommersemester 2010 lehrte Roth wieder am Otto-Suhr-Institut und leitete bis 2018 den Arbeitsbereich Politische Theorie und Ideengeschichte.

## Schriften (Auswahl)
- Klaus Roth: Freiheit und Institutionen in der politischen Philosophie Hegels. Schäuble, Rheinfelden, Freiburg, Berlin 1989, ISBN 3-87718-624-6. (Dissertation)
- Klaus Roth: Die Institutionalisierung der Freiheit in den Jenaer Schriften Hegels. Schäuble, Rheinfelden, Berlin 1991, ISBN 3-87718-578-9.
- Klaus Roth: Genealogie des Staates. Prämissen des neuzeitlichen Politikdenkens. Duncker und Humblot, Berlin 2003, ISBN 3-428-11117-6. (Habilitationsschrift)
- Klaus Roth und Bernd Ladwig: Recht auf Widerstand? Ideengeschichtliche und philosophische Perspektiven. Universitäts-Verlag, Potsdam 2006, ISBN 3-937786-84-8. Direkt-Download: pdf

## Festschrift
- Philipp Mattern et al. (Hg.): Abschied vom Unzeitgemäßen? Politische Ideengeschichte im Widerstreit. Festschrift für Klaus Roth. Bund demokratischer Wissenschaftlerinnen und Wissenschaftler, Marburg 2019, ISBN 978-3-939864-25-7.